# Шипулин, Никанор Петрович
Никанор Петрович Шипулин (1904, дер. Букино, Вятский уезд, Вятская губерния, Российская империя — 7 мая 1954, Москва, РСФСР) — советский партийный и государственный деятель, первый секретарь Кировского обкома ВКП (б) (1938).

## Биография
Член ВКП(б) с 1926 г. В 1928 г. окончил Курсы партийного актива при Ленинградском коммунистическом университете имени И. В. Сталина, в 1941 г. — Высшую партийную школу при ЦК ВКП(б); затем — два курса сельскохозяйственной академии имени К. А. Тимирязева.
- 1924—1926 гг. — заведующий сельской школой, заведующий Великорецким волостным отделом народного образования
- 1928—1929 гг. — ответственный секретарь Тожсолинского волостного комитета ВКП(б) (Вятская губерния),
- 1929—1932 гг. — заведующий агитационно-массовым, организационным отделом Арбажского районного комитета ВКП(б) (Нижегородский край),
- 1932—1937 гг. — первый секретарь Арбажского районного комитета ВКП(б),
- 1937—1938 гг. — первый секретарь Котельнического районного комитета ВКП(б) (Кировская область),
- март-май 1938 г. — первый секретарь Кировского областного комитета ВКП(б),
- 1938—1940 гг. — ответственный организатор отдела руководящих партийных органов ЦК ВКП(б), заведующий сектором управления кадров ЦК ВКП(б),
- 1941—1949 гг. — заведующий промышленным отделом Кировского областного комитета ВКП(б), секретарь Кировского областного комитета ВКП(б) по лёгкой промышленности, заместитель секретаря Кировского областного комитета ВКП(б) по лёгкой промышленности, заместитель заведующего Промышленным отделом Кировского областного комитета ВКП(б),
- 1949—1951 гг. — секретарь комитета ВКП(б) завода имени И. И. Лепсе (Киров).

Депутат Верховного Совета СССР первого созыва.